# Constitution de l'Illinois
Lire en ligne

Gouvernement de l'Illinois : Constitution originale en anglais ;
Wikisource : Constitution originale en anglais

Constitution de 1870
La constitution de l’Illinois est le texte législatif qui fixe l’organisation des institutions de l’État de l’Illinois, aux États-Unis. La version actuelle est en vigueur depuis 1970.

## Histoire

Résultat de la proposition de 1988 pour une assemblée constituante:
Pour, 900 109
Contre, 2 727 144
Aucun choix, 1 069 939

L’Illinois a eu quatre constitutions, la première a été adoptée en 1818 lors de l’admission de l’État dans l’Union. Les versions suivantes datent respectivement de 1848, 1870 et 1970.
Une des caractéristiques principales de la version actuelle est d’avoir introduit une part d’autonomie pour les grandes municipalités ou d’autres entités gouvernementales locales. Cette autonomie permet à une grande ville comme Chicago de gérer ses propres affaires sans que le gouvernement de l’état d’Illinois ne puisse intervenir. La version actuelle de la constitution de l'Illinois a été adopté par une élection spéciale le décembre 1970.
En 1862 se tint une convention constitutionnelle, mais les modifications, appelées « Copperhead constitution », n'ont pas été ratifiées par les votants. Une autre convention eut lieu en 1920 mais les changements ont été rejetés par les votants en 1922.
L'article XIV requiert que, tous les 20 ans, il soit demandé aux électeurs de l'Illinois s'ils désirent la réunion d'une convention constitutionnelle. En 1988 cette mesure échoua avec 900 109 votes « pour » et 2 727 144 contre. De plus 1 069 939 de votants ne choisirent aucune de ces deux options. En 2008, cette mesure subit une nouvelle fois une large défaite, 1 493 203 votes « pour » et 3 062 724 contre pour un total de 5 539 172 votes exprimés. 983 245 votants ne choisirent aucune des options.

## Résumé

### Préambule
Le préambule est comme suit :

« We, the People of the State of Illinois — grateful to Almighty God for the civil, political and religious liberty which He has permitted us to enjoy and seeking His blessing upon our endeavors — in order to provide for the health, safety and welfare of the people; maintain a representative and orderly government; eliminate poverty and inequality; assure legal, social and economic justice; provide opportunity for the fullest development of the individual; insure domestic tranquility; provide for the common defense; and secure the blessings of freedom and liberty to ourselves and our posterity - do ordain and establish this Constitution for the State of Illinois. »

### Articles
La Constitution de l'Illinois de 1970 a un préambule et 14 articles.

#### Article 1
Ce premier article est une Déclaration des droits et contient des dispositions similaires à la Déclaration des Droits des États-Unis, tel que la liberté de religion, la liberté d'expression et la liberté de réunion. Elle contient aussi des éléments qui ne sont pas dans la Constitution des États-Unis comme la section 18, qui interdit les discriminations basées sur le sexe, et la section 19 qui interdit les discriminations basées sur des handicaps physiques ou mentaux.

#### Article 2
L'article 2, appelée Powers of the State, décrit la division des pouvoirs entre l'exécutif, le législatif et l'autorité judiciaire.

#### Article 3
Cet article, intitulé Suffrage and Elections, décrit les critères d'éligibilité et d'autres règles électorales. La section 1 stipule qu'une personne doit avoir 18 ans et résider aux États-Unis depuis 30 jours pour voter. La section 4 stipule que l'Assemblée générale de l'Illinois établit les règles électorales. La section 5 établit l'organisation des élections, requérant qu'aucun parti politique n'est la majorité sur le tableau.

#### Article 4
Cet article, appelé Legislature, encadre l'Assemblée générale de l'Illinois. La section 1 divise l'Assemblée en deux chambres, le Sénat de l'État de l'Illinois avec 59 districts législatifs, et la Chambre des Représentants de l'Illinois de 118 districts représentatifs. La section 2 la composition de ces chambres et la section 3 décrit la procédure à suivre lors de redécoupage électoral. La section 9 décrit la procédure concernant le veto de l'exécutif sur la législation. La section 14 décrit les règles relatives à l'impeachment.

#### Article 5
L'article 5, dit Executive, décrit les règles encadrant les six membres élus de l'État, le Gouverneur, le Lieutenant Gouverneur, le Procureur général, le Secrétaire d'État, le Comptroller, et le Trésorier.

#### Article 6
L'article 6, dit Judiciary, établit les règles liés à la Cour suprême de l'Illinois, la Cour d'appel de l'Illinois, et la circuit court de l'Illinois.

#### Article 7
L'article 7, Local Government, établit l'organisation et les règles d'organisation des gouvernements locaux des comtés, des cantons, et des villes avec la capacité limité de faire des ordonnances.

#### Article 8
L'article 8, Finance, concerne les matières financières et notamment les obligations en matière de financement, de budget, de dépense et d'audits.

#### Article 9
L'article 9, Revenue, concerne les règles en matière d'imposition et de dette de l'État.

#### Article 10
L'article 10, Education, établit l'objectif de libre scolarisation dans le secondaire et l'université et crée un programme d'État à l'éducation.

#### Article 11
L'article 11, appelé Environment, garanti à chaque personne le « droit à un environnement salubre ». Le maintien d'un environnement salubre est à la fois du ressort de la politique publique mais il s'agit aussi d'un devoir des individus.

#### Article 12
L'article 12, Militia, établit les règles de la milice de l'État, « la milice de l'État est composée de toutes les personnes capbles résidant dans l'État sauf celles exemptées par la loi ». Elle désigne le gouverneur de l'Illinois comme commandeur en chef de la milice et lui confère l'autorité compétente pour l'utiliser afin de faire appliquer la loi, de mettre fin à une insurrection ou de repousser une invasion.

#### Article 13
L'article 13, General provisions, établit les règles pour les personnes ayant une fonction publique.

#### Article 14
L'article 14, Constitutional Revision, décrit les procédures d'amendements de la constitution de l'Illinois. La section une décrit les règles de réunions des Assemblées constituantes.

## Sources
- (en) Cet article est partiellement ou en totalité issu de l’article de Wikipédia en anglais intitulé « Constitution of Illinois » (voir la liste des auteurs).